# SEAT Arona
SEAT Arona este un SUV crossover subcompact (segmentul B) produs de SEAT din 2017. Este cel mai mic SUV crossover oferit de marca spaniolă.
În aprilie 2021, a primit un facelift.